# Axis mundi

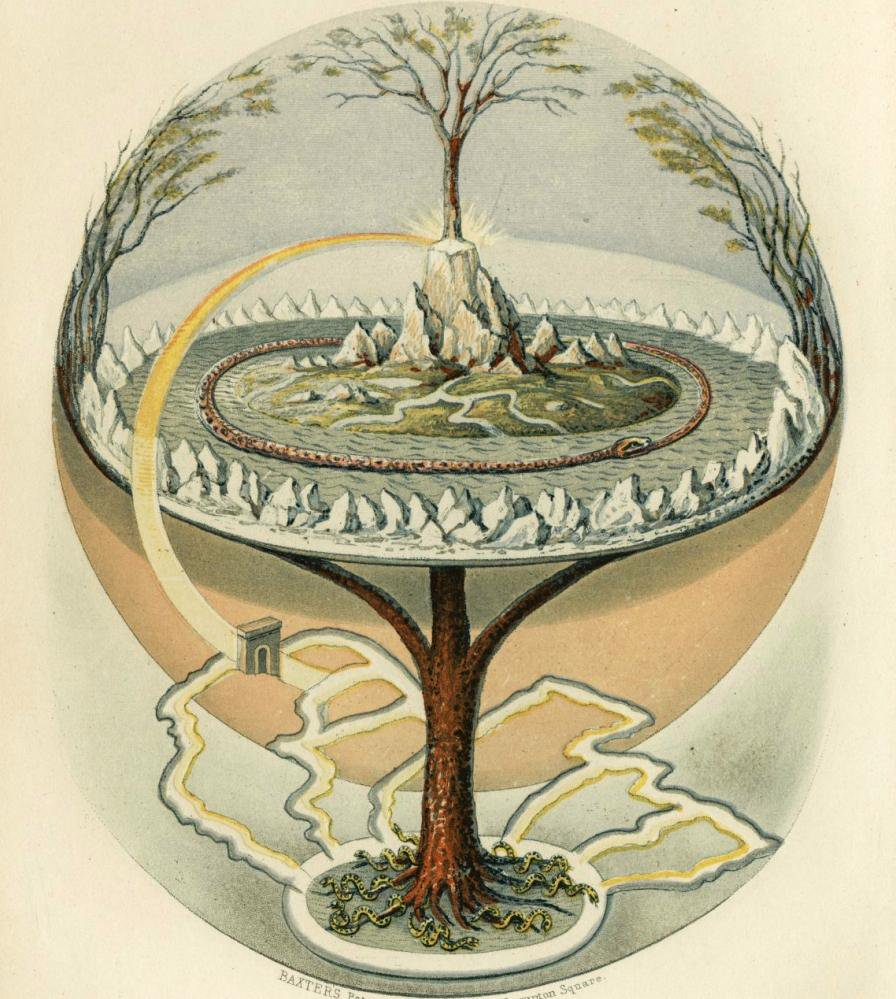
Yggdrasil – Drzewo Świata w mitologii nordyckiej

Axis mundi (z łac., „oś kosmiczna”, „oś świata”) – idea środka świata, uważanego za stabilny element Wszechświata.
Według wierzeń różnych ludów na osi następuje zatrzymanie czasu, przez co możliwy jest pełny kontakt zarówno z przeszłością, jak i przyszłością. Stanowić miało miejsce najświętsze z najświętszych. W wielu kulturach stanowiło podstawową koncepcję kosmogonii, kreacji Kosmosu, biogenezy a nawet antropogenezy – zazwyczaj wierzono, że od Axis mundi rozpoczęło się stwarzanie świata.

## Wyobrażenia
Jego wyobrażeniem (w różnych kulturach) były: góra kosmiczna, drzewo kosmiczne, filar, kolumna lub słup (te ostatnie mają wtedy dodatkowy sens – są wspornikami niebios).

### Słup
Australijskie plemię Aruntów, Achilpa za oś kosmiczną przyjęło słup, który miał otrzymać ich praprzodek od istoty boskiej o imieniu Numbakula. W czasie swoich wędrówek Aruntowie nie rozstawali się ze świętym słupem (kauwa-auwa). Słup przedstawiał oś kosmiczną, gdyż wokoło niego przestrzeń nieznana zamieniała się w „świat”, uporządkowaną rzeczywistość. Złamanie słupa oznaczało „koniec świata”, nawrót do chaosu.

### Góra kosmiczna
Według części koncepcji wierzeń Słowian i ludów poprzedzających, za górę kosmiczną uchodzić miała Łysa Góra lub Ślęża.
- Meru w Indiach.
- Haraberezaiti w Iranie.
- Garizim w Palestynie, bo według tradycji hebrajskiej Palestyna nie została zalana przez biblijny[1] potop.

Dla muzułmanów Kaaba, gdyż gwiazda polarna dowodzi, że znajduje się ona na wprost środka nieba.

### Drzewo kosmiczne

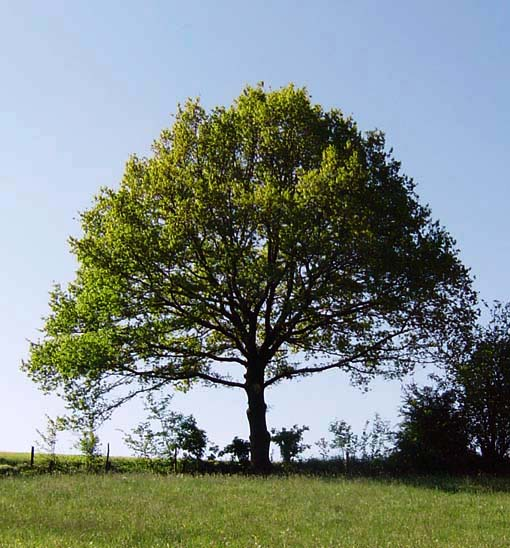
Słowianie wyobrażali sobie wszechświat jako ogromny dąb; w jego koronie żyli bogowie, na poziomie pnia ludzie, a korzenie stanowiły krainę umarłych

Pod postacią ogromnego drzewa (a konkretniej jesionu) wszechświat wyobrażali sobie wikingowie (zobacz: Yggdrasil).
Nawiązania do drzewa kosmicznego pojawiają się w powieściach fantastycznych Lidii Mai Kossakowskiej (Zakon Krańca Świata, Ruda sfora) oraz Dana Simmonsa (Hyperion, Endymion).

## Symbole Axis mundi
Symbolami Centrum na ziemi były: kurhany, germański pień irminsul, krzyże, lingamy, słowiańskie kultowe słupy – gaik, maik (zob. Słup Majowy), szamańskie drzewka, xoanony, omfalosy, święte kolumny, święte góry, kaduceusze, labrys, piramidy, egipska kolumna dżed, małoazjatycki betyl, sampo itd.
Ikonograficznymi znakami Centrum i osi kosmicznej są symbole takie jak swastyka, sześcio- lub dwunastoramienna rozeta, czterolistna koniczynka, kwiat lotosu czy labirynt. Punkt środkowy tych znaków – jako miejsce, przez które przenika oś kosmiczna – jest zawsze punktem o najwyższej religijnej doniosłości.